# Петриковцы (Хмельницкий район)
Петри́ковцы (укр. Петриківці) — село на Украине, находится в Хмельницком районе Винницкой области.
Код КОАТУУ — 0524885201. Население по переписи 2001 года составляет 519 человек. Почтовый индекс — 22023. Телефонный код — 4338.
Занимает площадь 1,68 км².
В селе действует храм Покрова Пресвятой Богородицы Хмельницкого благочиния Винницкой епархии Украинской православной церкви.

## Адрес местного совета
22023, Винницкая область, Хмельницкий р-н, с. Петриковцы, ул. Ленина, 10